# بخش سدان
بخش سدان (به فرانسوی: Arrondissement de Sedan) یک بخش در فرانسه است که در آردن واقع شده‌است.